# 부스낭
부스낭(독일어: Bussnang)은 스위스 투르가우주의 바인펠덴구에 있는 기초자치체이다.

## 역사
부스낭은 Pussinwanc로 822년에 처음 언급되었다. 중세 시대 초기에 장크트갈렌 수도원은 부스낭 주변의 많은 땅을 소유했다. 중세 시대에는 뷔쌍의 남작이 마을을 다스렸다. 1443년부터 부스낭-로텐하우젠의 낮은 법원에 있는 바인펠덴의 영지의 일부가 되었다.
갈루스 교회(Gallus Church)는 885년에 설립되었으며 1123년에 세례 요한에게 헌정되었다. 사제 임명 권한은 남작이 1464년 토벨 사령부로 넘어갈 때까지 보유했다. 이 권리는 1809년까지 토벨에 남아 있었고, 그 후 투르가우주에 이어 1830년에 자치체로 넘어갔다. 원래 이 교구에는 후기 교구인 베르트뷜(1155년 창설)과 바인펠덴(1275년 창설) 지역이 포함되었다. 중세 후기에 본당은 9개의 하급 법원에 걸쳐 펼쳐졌다. 쇤홀처빌렌(Schönholzerswilen)의 예배당은 부스낭의 효도 교회였다. 1529년에 본당은 요하네스 츠윅에 의해 종교개혁으로 개종되었지만, 마을 교회는 카톨릭 룬트키르헤가 완공된 1935년까지 공유 교회로 남아 있었다. 종파 간의 충돌은 완화되었지만 1639년 소위 로젠바흐셴 조약으로 해결되지 않았다.
서기 124년에 로마 다리가 목 위에 세워졌다. 나중에 페리는 Thurrain(로텐하우젠의 일부)에 다리가 건설된 1453년까지 운영되었다. 그러나 다음 세기 동안 교통량이 적어 마을의 경제 성장은 거의 이루어지지 않았다. 1882년에는 강겔리스테그 다리가 건설되었다. 보행자 전용이었고 제한된 경제 개선만 가져왔다. 1912-13년 이래로 미텔-투르가우반 철도 라인의 육교가 푸르트바흐 계곡에 걸쳐 있다. 원래 주요 경제 활동은 3개 밭 방식의 곡물 재배와 일부 포도원이었다. 19세기에는 이것이 소, 낙농업, 과일 재배로 옮겨졌다. 대부분의 상업 활동은 아마포와 면직물, 그리고 나중에는 수공예품이었다. 1963년부터 슈타들러 파흐초이크 AG는 전기 철도 차량을 생산한다.

## 지리
부스낭의 면적은 2009년 기준으로 18.91k㎡이다. 이 면적 중 13.38k㎡ (70.8%)가 농업 목적으로 사용되는 반면 3.6k㎡ (9.0%)는 산림이다. 나머지 토지 중 1.68k㎡ (8.9%)가 정착(건물 또는 도로), 0.28k㎡ (1.5%)가 강 또는 호수이며 0.04k㎡ (0.2%)는 비생산적인 토지이다.
건축면적 중 공업용 건물이 전체 면적의 4.5%, 주택과 건물이 0.3%, 교통 기반 시설이 0.2%를 차지했다. 공원, 녹지대, 운동장이 3.6%를 차지했다. 산림면적 중 17.2%는 산림이 우거져 있고 1.9%는 과수원이나 작은 나무 군락으로 덮여 있다. 농경지 중 63.6%는 작물 재배에 사용되며 7.2%는 과수원이나 포도나무 작물에 사용된다. 자치체의 모든 물은 흐르는 물이다.
자치체는 프라우엔펠트 - 로만스호른 철도 노선의 바인펠덴역에서 남서쪽으로 약 2km 떨어진 바인펠덴 지구에 있다. 현재의 자치체는 1996년에 부스낭의 Ortsgemeinden, Friltschen, 란터스빌, 메틀렌, 오버부스낭, 오피콘, 로이티 및 로텐하우젠으로 구성된 부스낭의 Munizipalgemeinde에서 만들어졌다. Istighofen의 Ortsgemeinde는 1995년에 뷔르글렌의 일부가 되었다.

## 인구통계
2020년 12월 기준, 부스낭의 인구는 2,473명이다. 2008년 기준으로 인구의 7.2%가 외국인이다. 1997년부터 2007년까지 지난 10년 동안 인구는 -0.9%의 비율로 변화했다. 2000년 기준, 인구 대부분인 96.9%가 독일어를 사용하며, 튀르키예어가 2위(0.5%)이고, 네덜란드어가 3위(0.3%)이다.
2008년 기준으로 인구의 성별 분포는 남성 50.4%, 여성 49.6%이다. 인구는 969명의 스위스 남성(인구의 46.3%)과 87명(4.2%)의 비스위스계 남성으로 구성되었다. 스위스 여성은 975명(46.5%), 비스위스계 여성은 64명(3.1%)이었다.
2008년에는 스위스 시민이 18명, 비스위스계 시민이 1명이었고, 같은 기간에 스위스 시민이 12명 사망했다. 이민과 이주를 무시하면, 스위스 시민의 인구는 6 증가하고 외국인 인구는 1 증가한다. 스위스에서 다른 국가로 이주한 스위스 남성 1명, 스위스에서 다른 국가로 이주한 스위스 여성 1명, 스위스에서 다른 국가로 이주한 비스위스계 남성 2명이 있었다. 스위스에서 다른 나라로 이주한 8명의 비스위스계 여성. 2008년 전체 스위스 인구 변화(모든 출처에서)는 43명이 증가했고, 비스위스계 인구 변화는 4명이 증가했다. 이는 2.3%의 인구 증가율을 나타낸다.
2009년 기준 부스낭의 연령 분포는 다음과 같다. 223명의 어린이(인구의 10.7%)가 0~9세, 317명의 청소년(15.2%)이 10~19세이다. 성인 인구 중 258명(인구의 12.4%)이 20~29세이다. 261명(12.6%)은 30~39세, 354명(17.0%)은 40~49세, 275명(13.2%)은 50~59세이다. 고령자 분포는 188명(인구의 9.0%)이 60세 이상이다. 69세는 107명(5.1%), 70~79세는 5.1%, 80~89세는 86명(4.1%), 90세 이상은 10명(0.5%)이다.
2000년 기준으로 자치체에는 708세대의 개인가구가 있고, 가구당 평균 2.8명이 살고 있다. 2000년에는 총 390호의 주거용 건물 중 330호(전체의 84.6%)가 단독 주택이었다. 2세대(7.2%)가 28채, 3세대(3.6%)가 14채, 다가구(4.6%)가 18채였다. 자녀가 없는 부부는 412명(19.8%), 자녀가 있는 부부는 1,254명(60.1%)이었다. 한부모 가정에 거주하는 사람은 103명(4.9%)이었으며, 한부모나 양부모와 함께 사는 성인 자녀는 16명, 친척으로 구성된 가구에 거주하는 사람은 8명, 한 가구에 거주하는 사람은 14명이었다. 혈연이 아닌 사람들로 구성되어 있으며 114명이 시설에 수용되어 있거나 다른 유형의 공동 주택에 거주하고 있다.
2008년 자치체 공실률은 1.17%였다. 2007년 기준 신규주택 건설률은 인구 1000명당 3.9세대이다. 2000년에는 822개의 아파트가 자치체에 있었다. 아파트 규모는 방 6개짜리 아파트가 232개로 가장 많았다. 1인실이 15개, 6개 이상 있는 아파트가 232개였다. 2000년 현재 부스낭의 평균 아파트 임대료는 1080.51 스위스 프랑(CHF)이었다. 월(US$860, £490, €690, 2000년 환율). 원룸 아파트의 평균 가격은 582.00 CHF(US$470, £260, €370), 2룸 아파트는 약 743.58 CHF(US$590, £330, €480), 방 3개짜리 아파트는 약 887.63 CHF(US$710, £400, €570) 및 6개 이상의 방 아파트 비용은 평균 1328.42 CHF(US$1060, £600, €850)이다. 부스낭의 평균 아파트 가격은 전국 평균 1116CHF의 96.8%였다.
2007년 연방 선거에서 가장 인기 있는 정당은 47.82%의 득표율을 기록한 SVP였다. 다음으로 가장 인기 있는 3개 정당은 CVP (12.87%), FDP (10.72%), 녹색당 (9.39%)이었다. 연방 선거는 총 734표를 던졌고 투표율은 50.2%였다.
역사적 인구는 다음 표에 나와 있다.
| 년도 | 인구  |
| ---- | ----- |
| 1850 | 2,062 |
| 1900 | 2,058 |
| 1920 | 1,950 |
| 1950 | 2,220 |
| 1990 | 2,259 |
| 2000 | 2,085 |

## 볼거리
베르트뷜의 전체 마을은 스위스 유산 목록의 일부로 지정되었다.

## 경제
2007년 기준 부스낭의 실업률은 1.43%였다. 2005년 기준으로 1차 경제 부문에 232명이 고용되어 있으며, 이 부문에 약 82개 기업이 참여하고 있다. 790명이 2차 부문에 고용되어 있고, 이 부문에 27개의 기업이 있다. 271명이 3차 부문에 고용되어 있으며, 이 부문에는 36개의 기업이 있다.
2000년에 1,401명의 근로자가 자치체에 살았다. 이 중 650명(약 46.4%)이 부스낭 외곽에서 일했고 433명이 출퇴근했다. 지방 자치 단체에는 총 1,184개의 일자리(주당 최소 6시간)가 있었다. 근로 인구의 7.3%가 출퇴근을 위해 대중교통을 이용했고, 46.2%가 자가용을 이용했다.

## 종교
2000년 인구 조사에서 로마 가톨릭 신자는 643명(30.8%)이었고, 스위스 개혁 교회는 1,121명(53.8%)이었다. 나머지 인구 중 정교회에 속한 사람은 5명(인구의 약 0.24%)이고, 다른 기독교 교회에 속한 사람은 69명(인구의 약 3.31%)이다. 이슬람교는 25명(약 1.20%)이었다. 인구 조사에 등재되지 않은 다른 교회에 속한 3명의 개인(약 0.14%), 교회에 속하지 않은 150명(약 7.19%), 불가지론자 또는 무신론자 및 69명의 개인(약 3.31%)가 질문에 대답하지 않았다.

## 교통
부스낭역은 빌과 바인펠덴 사이의 빌-크로이츨링엔선에 있으며 부스낭과 옵피콘의 장크트갈렌 S-반에서 운행된다.

## 교육
전체 스위스 인구는 일반적으로 교육 수준이 높다. 부스낭에서는 인구의 약 77.2%(25-64세)가 필수가 아닌 고등 교육 또는 추가 고등 교육(대학 또는 응용학문대학)을 완료했다.
부스낭은 부스낭-로텐하우젠 초등학교 학군이 있는 곳이다. 2008/2009 학년도에는 103명의 학생이 있었다. 유치원에는 24명의 아이들이 있었다. 그리고 평균 학급 규모는 24명의 유치원생이었다. 유치원에 다니는 아이들 중 17명(70.8%)가 여자였고, 5명(20.8%)가 스위스 시민이 아니며, 5명(20.8%)가 독일어를 모국어로 사용하지 않는다. 하위와 상위 기본 수준은 약 5-6세에 시작하여 6년 동안 지속된다. 하위 초등학교에 34명의 아동이 있었고 상위 초등학교에 45명의 아동이 있었다. 초등학교의 평균 학급 규모는 19.75명이었다. 하위 초등단계에는 21명의 어린이(전체 인구의 61.8%가 여성), 4명(11.8%)이 스위스 시민이 아니며, 3명(8.8%)가 독일어를 모국어로 사용하지 않는다. 상위 초등학교에서는 여성이 17명(37.8%), 스위스 시민이 아닌 5명(11.1%), 독일어가 모국어가 아닌 3명(6.7%)가 있었다.